# 미생체
미생체(未生體)는 웹툰 《미생》의 윤태호 작가의 손글씨를 기반으로 만든 무료 글꼴이다.

## 같이 보기
- 미생
- 카카오
- 산돌커뮤니케이션